# Colobopyga sabalis
Colobopyga sabalis är en insektsart som först beskrevs av Ferris 1942.  Colobopyga sabalis ingår i släktet Colobopyga och familjen Halimococcidae. Inga underarter finns listade i Catalogue of Life.